# Dirk Mudge
Dirk Frederik Mudge (* 16. Januar 1928 auf Farm Rusthof bei Otjiwarongo, Südwestafrika; † 26. August 2020 in Windhoek) war ein namibischer Politiker. Er galt als Vertreter der „gemäßigten Weißen, die weiterhin in Namibia leben möchten“.

## Werdegang
Er stammte aus einer afrikaanssprachigen Familie. Sein Matric erhielt er in Windhoek. Im Jahr 1947 erwarb er an der Universität Stellenbosch in Südafrika einen Bachelor (B.Comm.). Im selben Jahr begann Mudge eine Tätigkeit mit einem buchhalterischen Aufgabenbereich in einer Firma in Windhoek und blieb dabei bis 1951. Danach betrieb er für zehn Jahre bis 1961 eine Rinderfarm. 1955 wurde er Mitglied des südwestafrikanischen Zweiges der Nasionale Party. Sein parlamentarisches Wirken begann mit den Wahlen 1961, als er im Wahlkreis Otjiwarongo einen Sitz für die National Party of South West Africa (NP) in der South West African Legislative Assembly erlangte. Bis 1980 blieb er Mitglied dieser Vertretungskörperschaft. Im Jahre 1969 wurde er Chef der NP-Fraktion und Vizevorsitzender dieser Partei in Südwestafrika (Vorsitzender war A. H. du Plessis). A. H. du Plessis war zudem zwischen 1969 und 1975 Minister of Public Works and Community Development im südafrikanischen Kabinett. Dirk Mudge vertrat ihn in dieser Funktion, wenn der Minister abwesend war. Während dieser Zeit war Mudge von 1965 bis 1977 auch Mitglied des Executive Committee for South West Africa in der Administration für das von Südafrika besetzte Südwestafrika. Ferner gehörte er seit 1973 dem Prime Minister’s Advisory Council (Beraterstab des südafrikanischen Premierministers) an.
Zunehmende Differenzen zwischen Windhoek und der Politik aus Pretoria bewirkten Spannungen im südwestafrikanischen Ableger der NP. Auf einem Sonderparteitag im September 1977 verließen 80 Mitglieder die Partei, angeführt von Dirk Mudge und gründeten mit ihm an der Spitze im Oktober die Republican Party (RP). Diese Partei schloss sich im November der Democratic Turnhalle Alliance an.
Von 1985 bis Februar 1989 gehörte Mudge der Übergangsregierung der nationalen Einheit (TGNU), die zur Vorbereitung auf die Unabhängigkeit Namibias geschaffen wurde, als Finanzminister an. Bei der vorherigen Übergangsregierung in Südwestafrika besetzte Mudge zwischen 1978 und 1983 den Posten des Chairman of the Ministers’ Council (etwa: Ministerpräsident). Seine Politik verfolgte das Ziel einer Auswechslung südafrikanischer durch namibische Amtsträger im Öffentlichen Dienst. Die in die Wege geleiteten Maßnahmen für die Lohngleichbehandlung von Schwarzen und Weißen und insbesondere seine Entscheidungen zur formalen Abschaffung der Apartheid brachten ihn beim Vertreter der südafrikanischen Regierung, dem Generaladministrator Danie Hough, in Misskredit und führten zum Rücktritt seiner Regierung. Der Disput entzündete sich an der Proklamation des Generaladministrators (Proclamation AG 8/1980) zu einer Interimsverfassung für das Land, wodurch die aktuelle Position der Demokratischen Turnhallenallianz (DTA) untergraben wurde. Gerade die Textpassagen bezüglich des Abbaus der rassistischen Gesetzgebung waren durch den Einfluss der südafrikanischen Regierung soweit abgeschwächt worden, dass sie sich in der Praxis als kontraproduktiv erwiesen hätten.
Mudge stand von 1977 bis 1995 an der Spitze der DTA. Bei der Parlamentswahl 1989 gewann er einen Sitz und war daraufhin von 1989 bis 1994 Mitglied der Nationalversammlung Namibias.
Im Dezember 2016 erhielt Dirk Mudge den Titel eines Ehrendoktors an der Universität Stellenbosch.
Er starb am 26. August 2020 im Alter von 92 Jahren an den Folgen von COVID-19.

## Familie
Dirk Mudge war mit Stinie Jacobs verheiratet. Aus ihrer Ehe gingen fünf Kinder hervor, darunter der Politiker Henk Mudge.
Mit dem Dirk Mudge Trust werden Bildungsprojekte in armen, ländlichen Regionen Namibias finanziert.